# Marek Garmulewicz
Marek Robert Garmulewicz (* 22. ledna 1968) je bývalý polský zápasník–volnostylař.

## Sportovní kariéra
Zápasení se věnoval od 15 let v Rudé Śląsce pod vedením Romana Pielicha a Jana Walkowiaka. V klubu Slavia se specializoval v Polsku netradičně na volný styl. V polské reprezentaci se pohyboval od konce osmdesátých let dvacátého století ve váze do 90 kg. V roce 1992 se kvalifikoval na olympijské hry v Barceloně, kde byl vyřazen v základní skupině po prohře s Turkem Kenanem Şimşekem.
Od roku 1993 přestoupil do vyšší váhy do 100 kg. V roce 1996 startoval jako úřadující mistr Evropy na olympijských hrách v Atlantě. V Atlantě mu přál los k postupu do 4. kola (semifinále), ve kterém prohrál s Íráncem Abbásem Džadídím 1:4 na technické body. V následných opravách prohrál s Bělorusem Sergejem Kovalevským 4:8 na technické body a obsadil konečné 5. místo.
V roce 1999 se třetím místem na mistrovství světa v Ankaře kvalifikoval na olympijské hry v Sydney, kde měl v základní skupině opět štěstí na papírově slabší soupeře. V rozhodujícím zápase ve skupině porazil reprezentanta Běloruska Alexandra Šemarova 3:2 na technické body a postoupil z prvního místa přímo do semifinále. V semifinále prohrál s Kazachem Islamem Bajramukovem 0:3 na technické body a v souboji o třetí místo prohrál s Gruzínem Eldarem Kurtanydzem 1:4 na technické body. Obsadil 4. místo.
Od roku 2001 přestoupil do nejtěžší váhové kategorie do 130 (120) kg. V roce 2004 startoval na svých čtvrtých olympijských hrách v Athénách, kde nepostoupil ze základní skupiny přes reprezentanta Uzbekistánu Artura Tajmazovova. Vzápětí ukončil sportovní kariéru. Věnuje se trenérské práci v Rudé Śląsce.

## Výsledky
| Turnaj             | 1988 | 1989 | 1990 | 1991 | 1992 | 1993 | 1994 | 1995 | 1996 | 1997 | 1998 | 1999 | 2000 | 2001 | 2002 | 2003 | 2004 |
| Turnaj             | 20   | 21   | 22   | 23   | 24   | 25   | 26   | 27   | 28   | 29   | 30   | 31   | 32   | 33   | 34   | 35   | 36   |
| Turnaj             | -90  | -90  | -90  | -90  | -90  | -100 | -100 | -100 | -100 | -97  | -97  | -97  | -97  | -130 | -130 | -130 | -130 |
| ------------------ | ---- | ---- | ---- | ---- | ---- | ---- | ---- | ---- | ---- | ---- | ---- | ---- | ---- | ---- | ---- | ---- | ---- |
| Olympijské hry     | —    |      |      |      | 7.   |      |      |      | 5.   |      |      |      | 4.   |      |      |      | úč.  |
| Mistrovství světa  |      | —    | ?    | úč.  |      | ?    | 7.   | úč.  |      | 7.   | 2.   | 3.   |      | úč.  | úč.  | —    |      |
| Mistrovství Evropy | —    | —    | ?    | 7.   | úč.  | 5.   | 1.   | úč.  | 1.   | 2.   | 2.   | —    | 1.   | —    | 7.   | úč.  | —    |
| ME nadějí          | 7.   |      |      |      |      |      |      |      |      |      |      |      |      |      |      |      |      |